# アーン湖 (スコットランド)

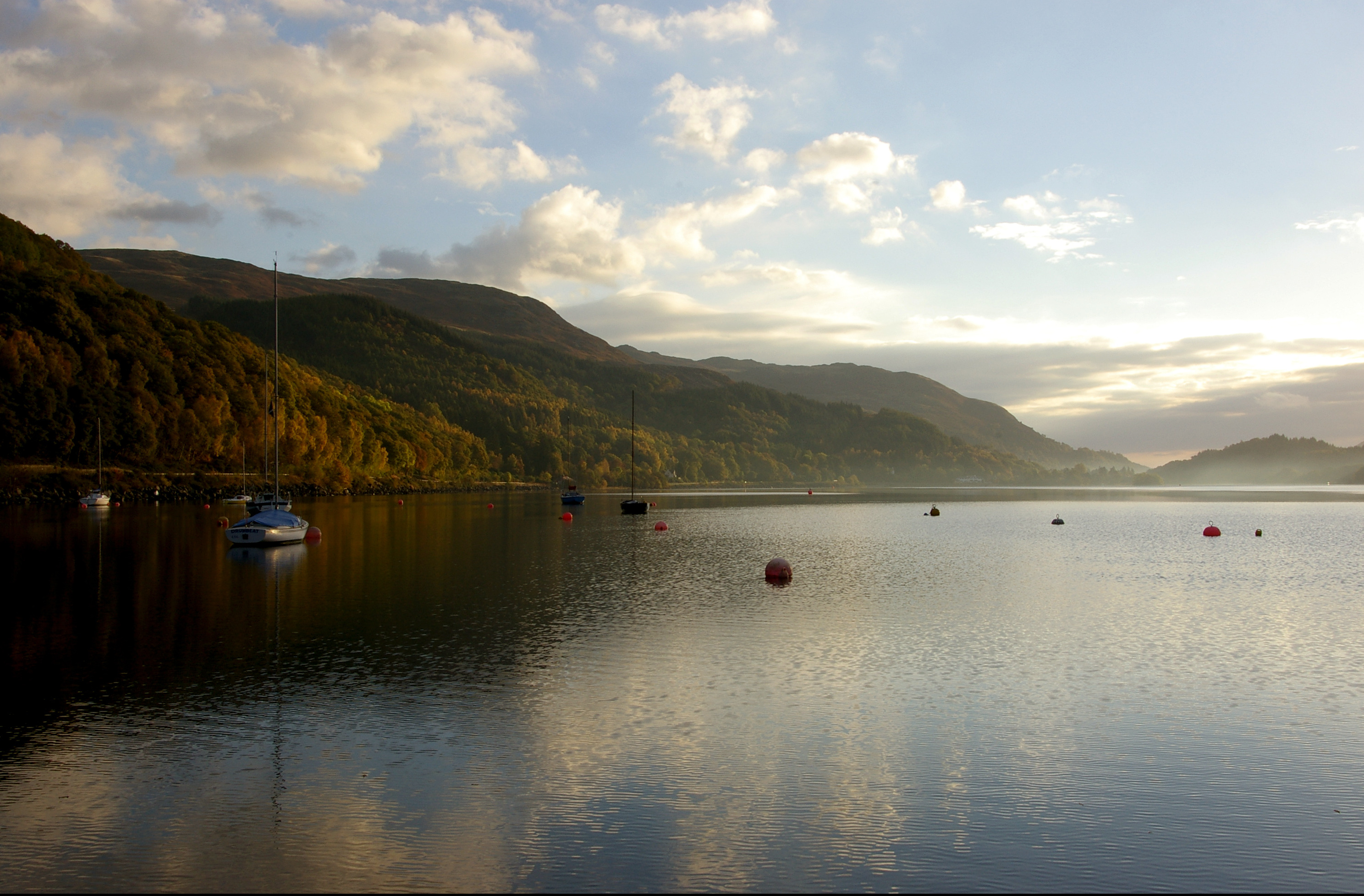
アーン湖

アーン湖 (スコットランド・ゲール語: Loch Eire/Loch Éireann, 英語: Loch Earn)はスコットランド・ハイランド地方南部にある淡水のロッホであり、パース・アンド・キンロス行政区とスターリング行政区に広がる。
その名は「アイルランドの湖」を意味すると考えられ、かつて海峡を跨いでアイルランドとスコットランドの両方に領土を維持していたダルリアダ王国が、東方のピクト王国の領土を侵食していた時代の名残であると示唆されている。

## 地勢
Crieffから西に17km離れた地点にあるこの湖は長細い湖形をしており、全長は10.5km、幅は最長部分で1.2kmあり、またおおよそ中心に位置する最深部の深さは87mに及ぶ。湖の西端にはLochearnhead村、東端にはSt. Fillans村として人々が集住する。
St. Fillans村からは、アーン川が湖より東へと流れだし、ストラスアーンを貫流して、最終的にはテイ湾へと注ぎ込んでいる。Lochearnhead村は、水上スキー・カヌー・ヨットといった、アーン湖におけるウォータースポーツの中心地である。
湖には茶マスやニジマスが定期的に放流されており、許可を得て海岸やボートから釣りをすることもできる。

## 著名な観光客
1906年8月、アーン湖の北をサイクリングしていたイーディス・ホールデンは「今までに見た中で最も美しいカラマツ林」を観察したと記している。
1964年10月、ビートルズはSt Fillans村のフォーシーズンズホテルに滞在している。彼らは湖を見下ろすシャレー二棟に滞在し、湖でボートを楽しんだ。